# Porsche 991
Porsche 991 je sportovní automobil, vyráběný automobilkou Porsche. Je to sedmá verze vozidla Porsche 911. Byl představen v roce 2011. Nejdříve byly představeny modely Carrera (Cabriolet), Carrera S (Cabriolet), a později Carrera 4 (Cabriolet), Carrera 4S (Cabriolet).

## Modely
V současnosti[kdy?] jsou představené modely:
- 911 Carrera
- 911 Carrera S
- 911 Carrera Cabriolet
- 911 Carrera S Cabriolet
- 911 Carrera 4
- 911 Carrera 4S
- 911 Carrera 4 Cabriolet
- 911 Carrera 4S Cabriolet
- 911 Carrera GTS
- 911 Carrera 4 GTS
- 911 Carrera T
- 911 Targa 4
- 911 Targa 4S
- 911 Targa 4 GTS
- 911 50th anniversary edition
- 911 Turbo
- 911 Turbo S
- 911 Turbo S Exclusive Series
- 911 GT3 RS
- 911 R
- 911 GT2 RS
- 911 Speedster